# الیکایی سردوده‌ای
الیکایی سردوده‌ای (نام علمی: Pheugopedius spadix) نام یک گونه از سرده الیکایی‌های زه‌پر است.